# 特奥多尔·蒂尔科宁
特奥多尔·蒂尔科宁（芬蘭語：Theodor Tirkkonen，1883年2月6日—1951年4月24日），芬兰男子摔跤运动员。他曾代表芬兰参加世界摔跤锦标赛，获得一枚银牌。他也曾参加1912年夏季奥林匹克运动会。